# دوتي ويست
دوتي ويست (بالإنجليزية: Dottie West) (الاسم عند الولادة دوروثي ماري مارش، 11 أكتوبر 1932 – 4 سبتمبر 1991) هي مغنية وكاتبة أغاني أمريكية. تعتبر إلى جنب مع صديقاتها وزميلاتها باتسي كلاين ولوريتا لين من الرائدات بين المغنيات في موسيقى الكانتري. بدأت دوتي ويست مسيرتها في الستينيات، وفازت بجائزة غرامي عن أفضل مغنية كانتري بأغنية "Here Comes My Baby Back Again" عام 1965، لتكون أول مغنية كانتري تنال جائزة جرامي.
في أوائل السبعينات، كتبت ويست أغنية لإعلان لشركة كوكا كولا بعنوان "Country Sunshine"، والتي بلغت المركز الثاني على قائمة بيلبورد لأغاني الكانتري في عام 1973. وتعاونت في أواخر السبعينيات مع نجم الكانتري بوب كيني روجرز في سلسلة من الثنائيات الناجحة التي نقلت مسيرتها الفنية إلى قمم جديدة.
في عام 2018، تم إدخال ويست بعد وفاتها في قاعة مشاهير موسيقى الريف.

## بدايات حياتها

### الطفولة والمراهقة
ولدت دوروثي ماري مارش في 11 أكتوبر 1932، وهي ابنة بيلينا آرثا (اسمها قبل الزواج جونز) ويليام هوليس مارش، وذلك في مجتمع يدعى فروغ بوند خارج مدينة ماكمينفيل في تينيسي. وكانت الكبرى بين عشرة أطفال. كانت العائلة فقيرة جدا، وقامت والدتها بفتح مطعم لجمع المال. وكانت دوتي تساعد أمها في إدارة المكان.
كان والدها مدمنًا على الكحول واعتدى عليها جسديا (وبعد ذلك جنسيا). استمر الاعتداء حتى بلغت السابعة عشرة من العمر، عندما أبلغت عنه لدى مأمور الشرطة المحلي. شهدت دوتي ضد والدها في المحكمة، وحكم عليه بالسجن لمدة 40 سنة، ومات هناك في عام 1967.
عاشت دوتي مع المأمور لفترة قصيرة، وانتقلت إلى ماكمينفيل مع والدتها وأشقائها. كما انضمت إلى فرقة في المدرسة الثانوية حيث غنت وعزفت الجيتار. في عام 1951، حصلت على منحة دراسية في جامعة تينيسي التقنية في كوكفيل، تينيسي. وهناك التقت بزوجها الأول، وهو عازف غيتار فولاذي يدعى بيل ويست، وأنجبت منه أربعة أطفال. وأخذت منه اسمها الفني. كانت دوتي ويست نشطة في الحزب الديمقراطي طوال حياتها.

### الاكتشاف
انتقلت دوتي ويست بعد التخرج مع عائلتها إلى كليفلاند في أوهايو، حيث بدأت تظهر في برنامج لاندمارك جامبوري التلفزيوني حيث شكلت ثنائي كانتري بوب مع شريكتها كاثي دي. ذهبت ويست عدة مرات إلى ناشفيل على أمل أن تعقد صفقة تسجيل. في عام 1959، أدت هي وبيل اختبار أداء أمام المنتج دون بيرس في استوديوهات ستارداي، وعرض عليهما عقدا على الفور. لم تكن أغانيها الأولى ناجحة، ولكنها انتقلت إلى ناشفيل بعد عامين، حيث عملت هي وزوجها مع مؤلفي أغاني ناشئين وقتها مثل ويلي نيلسون وروجر ميلر وهانك كوكران وهارلان هوارد. وكانت تستضيفهم وتقدم لهم الطعام والمأوى في مقابل أن يعلموها طريقة كتابة الأغاني. خلال هذا الوقت، أصبحت صديقة حميمة لمغنية الكانتري الرائدة باتسي كلاين وزوجها تشارلي ديك.
توفيت كلاين في حادث تحطم طائرة في 5 مارس 1963، مع كاوبوي كوباس وهوكشو هوكينز وطيارها ومديرها راندي هيوز في عودتهم من حفلة خيرية في القاعة التذكارية في كانساس سيتي، وقد حضرت ويست هذه الحفلة أيضا. عرضت ويست على كلاين أن ترافقها في سيارتها، لكن كلاين كانت متلهفة للعودة إلى أطفالها وفضلت السفر بالطائرة. في عام 1963، سجل جيم ريفز أغنية من تأليف ويست بعنوان "Is This Me". وصلت الأغنية للمركز الثالث على قائمة بيلبورد لأغاني الكانتري في تلك السنة، وقام ريفز بمساعدة ويست على تأمين عقد تسجيل مع آر سي أيه فيكتور.

## المهنة

### 1963-1975: النجاح في الكانتري
سجلت ويست عددا من الأغاني التي حققت النجاح بعنوان "Let Me Off at the Corner" في عام 1963، تلتها بعد ذلك بعام بثنائي مع جيم ريفز بعنوان "Love Is No Excuse". وفي تلك السنة أيضا، قدمت اختبار أداء أمام المنتج تشيت أتكينز، الذي وافق على إنتاج أغنيتها "Here Comes My Baby". وبفضل هذه الأغنية، أصبحت دوتي أول فنانة كانتري أنثى للفوز بجائزة جرامي (أفضل أداء صوتي لمغنية)، وتمت دعوتها للانضمام إلى غراند أول أوبري. وصلت الأغنية للمركز العاشر على قائمة بيلبورد لأغاني الكانتري في عام 1964. أصدر ألبوم Here Comes My Baby في عام 1965، ثم أتبعته بالألبوم Suffer Time، الذي ضم إحدى أنجح أغانيها "Would You Hold It Against Me".
ظهرت خلال نفس الفترة في فيلمين، Second Fiddle to a Steel Guitar و There's on Still Hill. استمرت في تحقيق النجاح كفنانة منفردة خلال أواخر الستينات بأغاني مثل "What's Come Over My Baby" و "Country Girl"، وعرضت عليها شركة كوكا كولا كتابة إعلان تجاري بالأغنية في عام 1970.
تعاونت دوتي ويست مع دون غيبسون في ألبوم Dottie and Don حيث ضم أغنيتهما الناجحة "Rings of Gold" في عام 1969. وكان هذا آخر ألبوم لها مع أتكينز. انفصلت دوتي عن زوجها بيل في عام 1971، وتزوج عازف الطبل بايرون ميتكالف في السنة التالية، وكان بايرون أصغر منها باثني عشر عاما. لم تحقق دوتي النجاح في هذا الوقت وهي منفردة كما في الثنائيات، ولم تنجح معظم أغانيها في بلوغ الأربعين الأوائل على قائمة بيلبورد، وكانت مبيعات ألبوماتها في تراجع.
في عام 1973، قدمت ويست إعلانا آخر لكوكا كولا يضم أغنية بعنوان "Country Sunshine". أصدرت الأغنية كمنفردة بفضل ما ناله الإعلان التجاري من شعبية، وأصبحت إحدى أنجح أغانيها، حيث وصلت إلى المركز الثاني في قائمة الكانتري والمركز 49 على قائمة البوب. نال الإعلان نفسه جائزة كليو للإعلانات التجارية لهذا العام وأصبحت أول فنانة كانتري تفوز بهذه الجائزة. ترشحت الأغنية لجائزتي غرامي، وذلك عن أفضل أغنية كانتري وأفضل أداء صوتي لمغنية.
أصدر ألبومها الأخير مع آر سي أيه، Carolina Cousins، في عام 1975، ووقعت مع يونايتد أرتيستس في العام التالي.

### 1976-1985: فترة الكانتري بوب
في أواخر السبعينيات، شهدت صورة ويست تحولا كبيرا. كانت تغني سابقا بثياب محافظة، ورفضت من قبل تسجيل أغنية كريس كريستوفرسن "Help Me Make It Through the Night" لأنها كلماتها كانت «فاضحة»، ثم بدأت تلبس ثيابا ضيقة من تصميم بوب ماكي البراقة مع بعقد قيمته 400,000 دولار. وبلغت ذروة مسيرتها في فترة ذروة الثورة الجنسية. تغيرت أغانيها في يونايتد أرتيستس من الكانتري التقليدي إلى الموسيقى المعاصرة. في عام 1977، أصدرت ويست ألبومها الأول على يونايتد أرتستس، When It's Just You and Me. وبلغت أغنية العنوان المركز 19 في قائمة الكانتري.
سجلت أيضا عدة ثنائيات ناجحة مع كيني روجرز، مثل أغنية All I Ever Need Is You عام 1979 وأغنية What Are We Doin' in Love عام 1981 التي تصدرت القائمة. حقق الثنائي شعبية كبيرة وتم حجزهما في عدد من أكبر المسارح في الولايات المتحدة وبلدان أخرى. في عامي 1978 و1979، فاز الثنائي بجائزة «الثنائي الصوتي للعام» التي تمنحها جمعية موسيقى الكانتري.

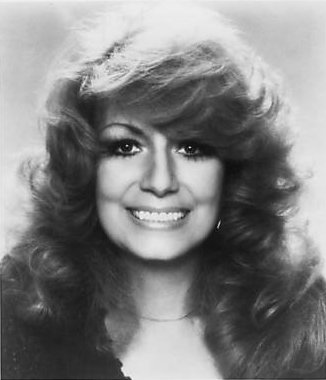
صورة ترويجية لدوتي ويست من عام 1981.

استمرت ويست بتحقيق نجاحات فردية خلال الثمانينيات، أبرزها "A Lesson in Leavin'"، والتي أصبحت أول أغنية لها تتصدر قائمة بيلبورد لأغاني الكانتري كمغنية منفردة. كما بلغت المركز 73 على قائمة البوب. وفي الأسبوع الذي سبق تصدرها القائمة، كانت الأغنية جزءا من أسبوع تاريخي في موسيقى الكانتري، حيث احتلت النساء المراكز الخمسة الأولى في القائمة. في عام 1981، تصدرت ويست القائمة بأغنيتين متتاليتين، "Are You Happy Baby" و "What Are We Doin' in Love" مع كيني روجرز. وكانت الأخيرة هي الوحيدة لها التي تصل إلى الأربعين الأوائل على قائمة البوب، ووصلت إلى المركز 14.
بدأت شعبية ويست تتراجع مع تقدم الثمانينيات. إلا أنها قدمت نفسها للجمهور الأصغر بعد أن أدت صوت شخصية ميليسا راكون في فيلم The Raccoons and Lost Star (1983)، والذي بدأت منه سلسلة راكون من إنتاج كيفن غيليس. لم تعد أغانيها تحقق نجاحا، وغادرت ويست علامة يونايتد أرتيستس في عام 1984 وانتقلت إلى علامة بيرميان المستقلة.
في عام 1981، بدأت ابنتها شيلي أيضا مسيرتها الموسيقية. واشتهرت في ثنائيها مع ديفيد فريزل بأغنية "You're the Reason God Made Oklahoma". كما نجحت كفنانة منفردة عام 1983 بأغنية "José Cuervo" وعدة أغاني ناجحة أخرى. غادرت شيلي مجال الموسيقى بعد زواجها في أواخر الثمانينات. في عام 1980، تقدمت دوتي ويست بطلب للطلاق من بيرون ميتكالف على أساس إفراطه في الشراب وخيانته.
في عام 1982، طُلب منها أن تلعب الدور الرئيسي في إنتاج مسرحية The Best Little Whorehouse in Texas. قامت بجولة لمدة أربعة أسابيع في ذلك الصيف لعرض المسرحية. كان لديها مركبها الخاص في موكب ميسي لعيد الشكر في تلك السنة. كما عرضت صورة كاشفة في مجلة Oui للرجال. في عام 1983، تزوجت من فني الصوت آل وينترز الذي يصغرها باثنين وعشرين سنة. في عام 1984، ظهرت في مسرحية Bring It On Home. وفي عام 1986، ظهرت في فيلم الخيال العلمي The Aurora Encounter. في عام 1984، أصدرت ويست ألبومها التسجيلي الأخير، Just Dottie، ولم يحق نجاحا، لم تحقق الأغاني الثلاثة المصدرة مراكز متقدمة. آخر أغنية لها تدخل القوائم، We Know Better Now، وصلت إلى المركز 53 في عام 1985.

## المشاكل المالية
ظلت ويست تقيم الجولات الناجحة، إلا أن مشاكلها المالية ظلت في تزايد. وتطلقت ويست من وينترز في عام 1990، وقاضاها وينترز بمبلغ 7,500 دولار. وكانت على حافة الإفلاس بحلول هذا الوقت بسبب تبذيرها واستثماراتها الفاشلة. وفي مارس، قاضها مديرها في لوس أنجلوس مقابل 130,000 دولار، وأقام مديرها السابق دعوى ضدها مقابل 110,295 دولار. كما قام مصرف محلي بحجز قصرها خارج ناشفيل، وأرسل إلى ويست إخطارا بالإخلاء في 1 أغسطس 1990. وفي هذا الوقت، بلغت مستحقات ويست لمصلحة الضرائب 1.3 مليون دولار وقدمت دعوى إعلان إفلاس؛ في البداية عن طريق الفصل 11 من مادة الإفلاس ثم الفصل 7، ما سمح لها بتسييل أصولها.
تعرضت ويست لحادث سيارة وأقيم مزاد علني على قصرها وممتلكاتها، فبدأت تخطط بعدها للعودة، بما في ذلك ألبوم ثنائي ونشر سيرتها الذاتية. كان من المقرر أن يشمل الألبوم أصدقاءها وزملاءها الفنانين كيني روجرز وروجر ميلر وتانيا تاكر وتامي واينيت، ولكن لم يتم الأمر. سجلت أغنيتها الأخيرة في يوليو 1991 بعنوان "As For Me"، في ثنائي مع مغني الكانتري النرويجي أرني بينوني.

## الموت والإرث
كان من المقرر أن تغني ويست في غراند أول أوبري في 30 أغسطس 1991. إلا أن سيارتها تعطلت في الطريق. شاهدها جارها العجوز جورج ثاكستون، البالغ من العمر 81 عاماً، وعرض عليها أن يوصلها إلى أوبري. وحثت على ثاكستون أن يسرع كي تصل في الموعد.
فقد ثاكستون سيطرته على سيارته أثناء الخروج من مخرج أوبريلاند في شارع برايلي باركواي وهو يجري بسرعة 55 ميل في الساعة في حين كانت السرعة المحددة للمخرج 25 ميل. اصطدمت السيارة بالحاجز وقفزت فوقه على الرصيف المركزي. لم تصدق ويست أنها أصيبت بجروح بالغة وأصرت على أن بتم علاج جارها أولاً. كما ذكر الضباط في مسرح الحادث أنه لا يبدو أنها تضررت. إلا أن ويست عانت من إصابات داخلية شديدة وكانت مصابة بتمزق في الطحال والكبد. وقد تمت إزالة طحالها في يوم الجمعة، وخضعت لعمليتين جراحيتين في يوم الاثنين التالي لوقف نزيف الكبد، ولكن دون تحقيق النجاح المرجو. توفيت ويست في 4 سبتمبر 1991 أثناء العملية الثالثة وهي على طاولة العمليات في الساعة 9:43 صباحا، عن عمر يناهز 58 عاما.
صرحت صديقتها وزميلتها تامي واينيت بأنها أجلت زيارتها في المستشفى، قائلة إنها أرادت أن تتركها لترتاح وتشفى أولاً، وهو قرار ذكرت فيما بعد أنها ندمت علبه. ذكر كيني روجرز في سيرته الذاتية أنه زارها في المستشفى عدة مرات قبل وفاتها. وذكر أنه تكلّم معها في زيارته الأخيرة (يوم وفاتها) على أمل أن تسمع كلامه رغم أن الأطباء قالوا له أنه من غير المرجح أن تسمعه.
أقيمت الجنازة في كنيسة المسيح في شارع أولد هيكوري مع عائلتها وأصدقائها، بما في ذلك إيميلو هاريس وكوني سميث وجوني كاش وجون كارتر ولاري غاتلين. قام صديقها وزميلها الفنان ستيف وارينر، الذي ساعدته في الانتقال إلى ناشفيل في شبابه، بغناء أغنية «أمازينغ غريس».
وبعد أسبوعين، قدم الرئيس جورج بوش الأب تعازيه حفل جوائز جمعية موسيقى الكانتري، وكان من معجبي ويست وغنت لأجله في البيت الأبيض.
قامت بلدة ماكمينفيل في تينيسي (مسقط رأس ويست) تسمية الطريق السريع 56 عليها باسم طريق دوتي ويست التذكاري. وهي تقيم «مهرجان دوتي ويست الموسيقي» كل شسنة في أكتوبر.
لم يجادل جورج ثاكستون بتهمة القيادة المتهورة التي نتج عنها الحادث المميت. وفي 26 مارس 1992، حكم عليه أحد القضاة بأحد عشر 11 شهراً و 29 يوماً من المراقبة، وأمره أيضاً بالخضوع لبرنامج لعلاج إدمان الكحول. ووجد اختبار الكحول في الدم الذي تم إجراؤه بعد الحادث مباشرة أن ثاكستون كان لديه مستوى كحول في الدم قدره 0.08، وهو ما لم يكن كافيا ليعتبر مخمورا بموجب قانون تينيسي.
في عام 1995، قامت الممثلة ميشيل لي، بمساعدة شيلي ابنة دوتي، بإنتاج وبطولة الفيلم التلفزيوني «أحلام كبيرة وقلوب محطمة: قصة دوتي ويست» الذي عرض أول مرة على قناة CBS. شارك كيني روجرز في البطولة. ارتدت لي جميع ملابس ويست الأصلية، بما في ذلك ثياب بوب ماكي الشهيرة. في نفس العام، صدرت سيرة ذاتية بعنوان Country Sunshine: The Dottie West Story، من تأليف جودي بيريهيل وفرانسيس ميكر.
في عام 2000، تم تكريم ويست في جوائز بي إم آي للصوت الذهبي بجائزة الإرث الذهبي لمغنية. ربحت ويست جائزة بي إم آي لكتاب الأغاني مرتين مع زوجها بيلي ويست ومرة بمفردها. وكانت ثاني امرأة تفوز بهذه الجائزة، وأولها كانت صديقتها ومرشدتها باتسي كلاين. احتلت ويست المرتبة 23 بين أعظم 40 امرأة في موسيقى الكانتري في استفتاء تلفزيون موسيقى الكانتري في عام 2002.

## روابط خارجية
- دوتي ويست على موقع IMDb (الإنجليزية)
- دوتي ويست على موقع ميوزك برينز (الإنجليزية)
- دوتي ويست على موقع إن إن دي بي (الإنجليزية)
- دوتي ويست على موقع أول ميوزيك (الإنجليزية)
- دوتي ويست على موقع ديسكوغز (الإنجليزية)
- دوتي ويست على موقع قاعدة بيانات الفيلم (الإنجليزية)